# Die Wache (1992)
La sentinelle ist ein französischer Film von Arnaud Desplechin aus dem Jahr 1992. Seine Premiere hatte der Film bei den Filmfestspielen von Cannes.

## Handlung
Der angehende Gerichtsmediziner Mathias, der in Deutschland lebt, beschließt, nach Frankreich zurückzukehren. Im Zug trifft er einen Mann, der Beleidigungen ausspricht und verschwindet. Am nächsten Tag findet er in seinem Koffer einen Schrumpfkopf. Der verwirrte Mathias hält seine Entdeckung geheim und versucht, die Herkunft des Kopfes zu klären.

## Kritiken
Das Lexikon des internationalen Films bezeichnet Die Wache als „die faszinierende Talentprobe eines jungen Regisseurs“.
Die New York Times äußerte sich negativ über die Handlung des Filmes. Er sei jedoch ein packendes Porträt des Studentenlebens in Frankreich. Der Rezensent lobte auch die Schauspieler, insbesondere Hauptdarsteller Emmanuel Salinger.
Nach Meinung der Filmzeitschrift Box Office Magazine habe der Regisseur inhaltlich und stilistisch zwar einige gute Ideen, setze diese jedoch schlecht um, so dass das Ergebnis eine mittelmäßige David-Lynch-Kopie sei.